# Масове вбивство в Ґюмрі

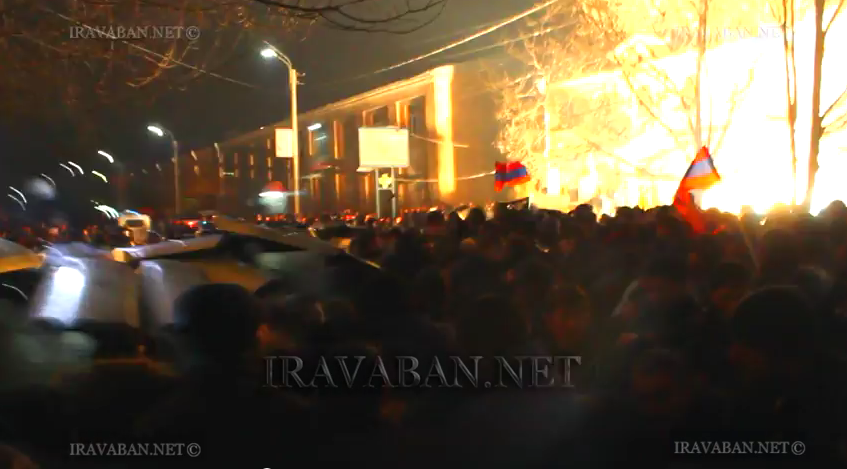
Протести в Ґюмрі біля 102-ї військової бази

Ма́сове вби́вство в Ґюмрі́ — вбивство родини з 7 осіб російським солдатом строкової служби Валерієм Пермяковим, що сталося 12 січня 2015 року у місті Ґюмрі у Вірменії.

## Злочин
12 січня 2015 року солдат строкової служби Валерій Пермяков, котрий самовільно покинув розташування 102-ї російської військової бази, розстріляв з автоматичної зброї родину Аветісян. У результаті нападу загинули шестеро членів родини, у тому числі 2-річна дівчинка. Єдиним уцілілим лишався 6-місячний хлопчик, якого у важкому стані було госпіталізовано до реанімації з пораненням грудної клітини, але лікарям не вдалося врятувати йому життя і за тиждень після трагедії він теж помер. На місці злочину нападник залишив власний автомат та взуття, за якими його і вдалося ідентифікувати. У ніч з 12 на 13 січня Валерій Пермяков був затриманий поблизу села Баяндур при спробі перетину вірмено-турецького кордону.

## Розслідування
Після затримання у ході допиту Валерій Пермяков зізнався у вбивстві членів родини Аветісян. Після затримання Пермяков був переданий командуванню 102-ї військової бази.

## Акції протесту

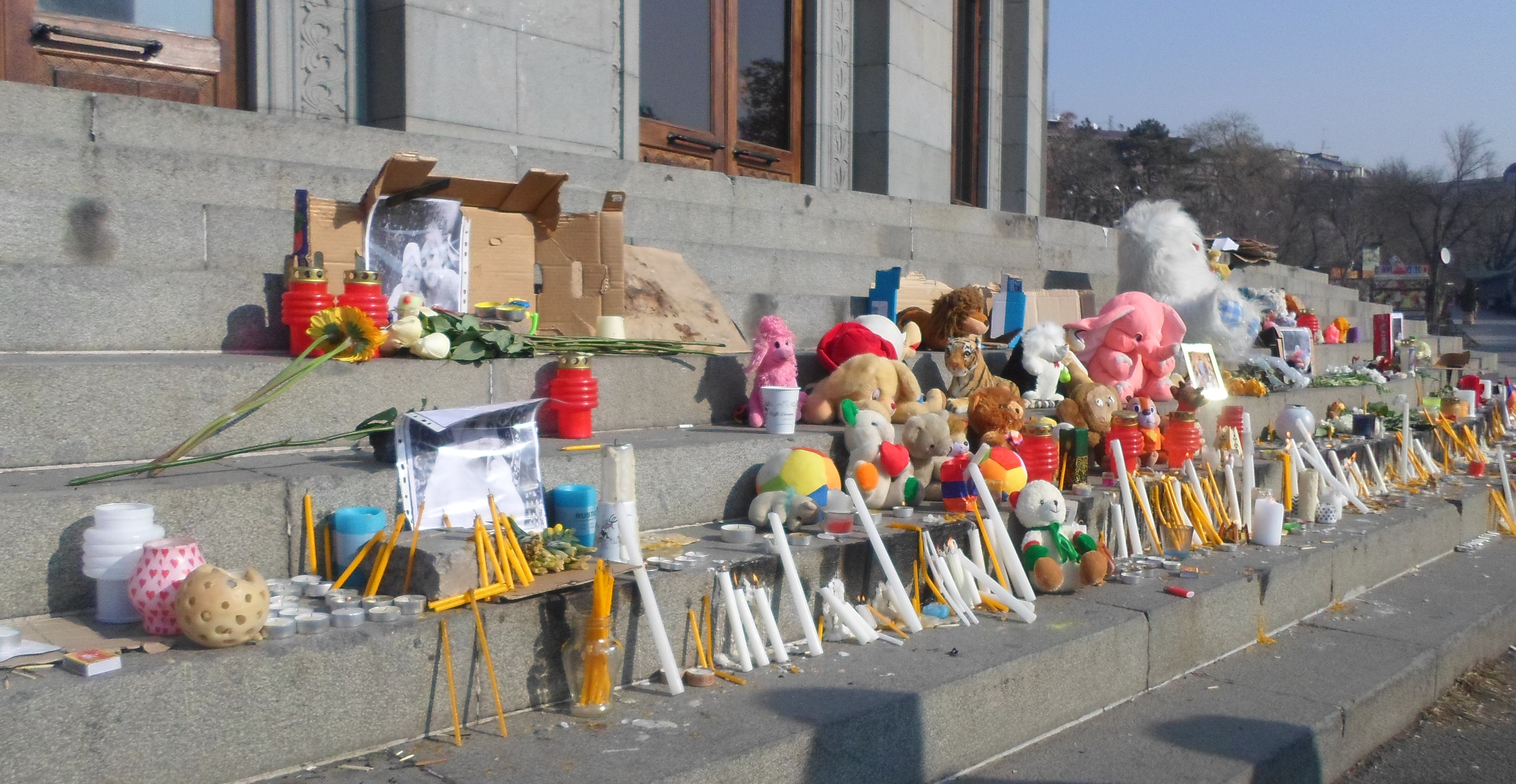
20.01.2015, Єреван

З 13 січня у Ґюмрі та Єревані тривають акції протесту з вимогою видати Валерія Пермякова вірменському правосуддю. Відбулися пікети 102-ї російської військової бази та президентської резиденції. Увечері 15 січня почалися сутички між протестувальниками та правоохоронцями біля Генерального консульства Росії у Ґюмрі, в результаті яких постраждали 12 осіб, у тому числі 3 правоохоронці.

## Суд
23 серпня 2016 року суд м. Ґюмрі визнав В. Пермякова винним у вбивстві сім'ї з семи людей, а також розбійному нападі і спробі перетину кордону. Він отримав довічне ув'язнення.